# Штефан Ґрюцнер
Штефан Ґрюцнер (нім. Stefan Grützner, 29 червня 1948) — німецький важкоатлет.
Бронзовий призер Олімпійських Ігор 1972 року в важкій вазі.